# Šamorín
Šamorín (njem. Sommerein, mađ. Somorja)  je grad u jugozapadnoj Slovačkoj u Trnavskom kraju, nalazi se na Velikom Žitnom Otoku. Grad upravno pripada Okrugu Dunajská Streda.

## Zemljopis
Grad se nalazi na riječnom Velikom Žitnom Otoku, u blizu Gabčíkovo - Nagymaros brane na Dunavu. Nalazi se oko 17 km jugoistočno od Bratislave i 25 km zapadno od Dunajske Strede.

## Povijest
Grad se prvi puta spominje 1238. kao Ecclesia Sancte Mariae i bio je istaknuta luka na Dunavu tijekom srednjeg vijeka. Poljoprivreda je igrala važnu ulogu u razvoju grada. Kao rezultat tog grad se naglo razvijao. Međutim, uz porast utjecaja Bratislave, grad postaje sve manje važan. Šamorín konačno gubi pravo na status slobodnog kraljevskog grada, koji je bio odobren 1405. za vrijeme vladanja kralja  Žigmunda Luksemburškog.

## Stanovništvo
| Godina:     | 1993.  | 2003.   | 2013.   | 2023.   |
| ----------- | ------ | ------- | ------- | ------- |
| Broj ljudi: | 12 146 | 12 287  | 12 992  | 13 635  |
| Razlika:    |        | +1,16 % | +5,73 % | +4,94 % |

| Godina:     | 2022.  | 2023.   |
| ----------- | ------ | ------- |
| Broj ljudi: | 13 566 | 13 635  |
| Razlika:    |        | +0,50 % |

Po popisu stanovništva iz 2001. godine grad je imao 12.481 stanovnika. Po popisu stanovništva u gradu živi najviše Mađara.
- Mađari 66,63%
- Slovaci 30,96%
- Romi 0,7%
- Česi 0,7%

Prema vjeroispovijesti najviše je rimokatolika 75,27%%, ateista i ostali 11,75 i evangelici 4,42%.

## Gradovi prijatelji
- Leiderdorp, Nizozemska
- Mosonmagyaróvár, Mađarska
- Hainburg, Austrija

## Vanjske poveznice
- Službena stranica grada

### Ostali projekti
|  | Zajednički poslužitelj ima još gradiva o temi Šamorín |